# Гамільтон (Міссурі)
Гамільтон (англ. Hamilton) — місто (англ. city) в США, в окрузі Колдвелл штату Міссурі. Населення — 1690 осіб (2020).

## Географія
Гамільтон розташований за координатами 39°44′33″ пн. ш. 94°0′9″ зх. д. / 39.74250° пн. ш. 94.00250° зх. д. (39.742573, -94.002401).  За даними Бюро перепису населення США в 2010 році місто мало площу 3,65 км², з яких 3,63 км² — суходіл та 0,02 км² — водойми.

## Демографія
Згідно з переписом 2010 року, у місті мешкало 1809 осіб у 719 домогосподарствах у складі 460 родин. Густота населення становила 495 осіб/км².  Було 802 помешкання (220/км²).
Расовий склад населення:
| - 98,3 % — білих - 0,2 % — корінних американців - 0,1 % — азіатів |

До двох чи більше рас належало 1,2 %. Частка іспаномовних становила 1,0 % від усіх жителів.
За віковим діапазоном населення розподілялося таким чином: 28,7 % — особи молодші 18 років, 52,9 % — особи у віці 18—64 років, 18,4 % — особи у віці 65 років та старші. Медіана віку мешканця становила 38,1 року. На 100 осіб жіночої статі у місті припадало 90,2 чоловіків;  на 100 жінок у віці від 18 років та старших — 82,1 чоловіків також старших 18 років.
Середній дохід на одне домашнє господарство  становив 42 555 доларів США (медіана — 28 214), а середній дохід на одну сім'ю — 50 622 долари (медіана — 34 583). Медіана доходів становила 42 535 доларів для чоловіків та 28 147 доларів для жінок. За межею бідності перебувало 22,5 % осіб, у тому числі 30,2 % дітей у віці до 18 років та 17,1 % осіб у віці 65 років та старших.
Цивільне працевлаштоване населення становило 683 особи. Основні галузі зайнятості: освіта, охорона здоров'я та соціальна допомога — 16,5 %, виробництво — 14,9 %, роздрібна торгівля — 14,3 %.